# Pinctada phuketensis
Pinctada phuketensis — вид двостулкових молюсків родини Pteriidae. Описаний у 2022 році.

## Поширення
Вид поширений в Андаманському морі на східному узбережжі острова Пхукет (Таїланд).

## Опис
Раковина скошена спереду, нерівностороння, стиснута з боків, субкруглої форми. Бісальна виїмка невелика, вузька, щілиноподібна. Шарнірні зуби відсутні. Рубець привідного м'яза має ниркоподібну або бобоподібну форму з дистальними кінцями рубця заднього підніжжя-відвідного м'яза, що вставляється в увігнутість на його передньому краю. Неперламутрова межа відносно бліда або прозора, з невеликою кількістю темно-коричневих або чорних плям.